# Cechenena
Genre
Le genre Cechenena regroupe des lépidoptères (papillons) de la famille des Sphingidae, de la sous-famille des Macroglossinae, de la tribu des Macroglossini, de la sous-tribu des Choerocampina.

## Systématique
- Le  genre Cechenena a été décrit par les entomologistes Lionel Walter Rothschild et Karl Jordan en 1903[1].
- L'espèce type pour le genre est Cechenena helops (Walker, 1856)

### Taxinomie
Liste des espèces
- Cechenena aegrota - (Butler 1875)
- Cechenena catori - (Rothschild, 1894)
- Cechenena chimaera - (Rothschild, 1894)
- Cechenena helops - (Walker 1856)
- Cechenena lineosa - (Walker 1856)
- Cechenena minor - (Butler 1875)
- Cechenena mirabilis - (Butler 1875)
- Cechenena pollux - (Boisduval 1875)
- Cechenena scotti - Rothschild 1920
- Cechenena sperlingi - Eitschberger, 2007
- Cechenena subangustata - Rothschild 1920
- Cechenena transpacifica - (Clark 1923)

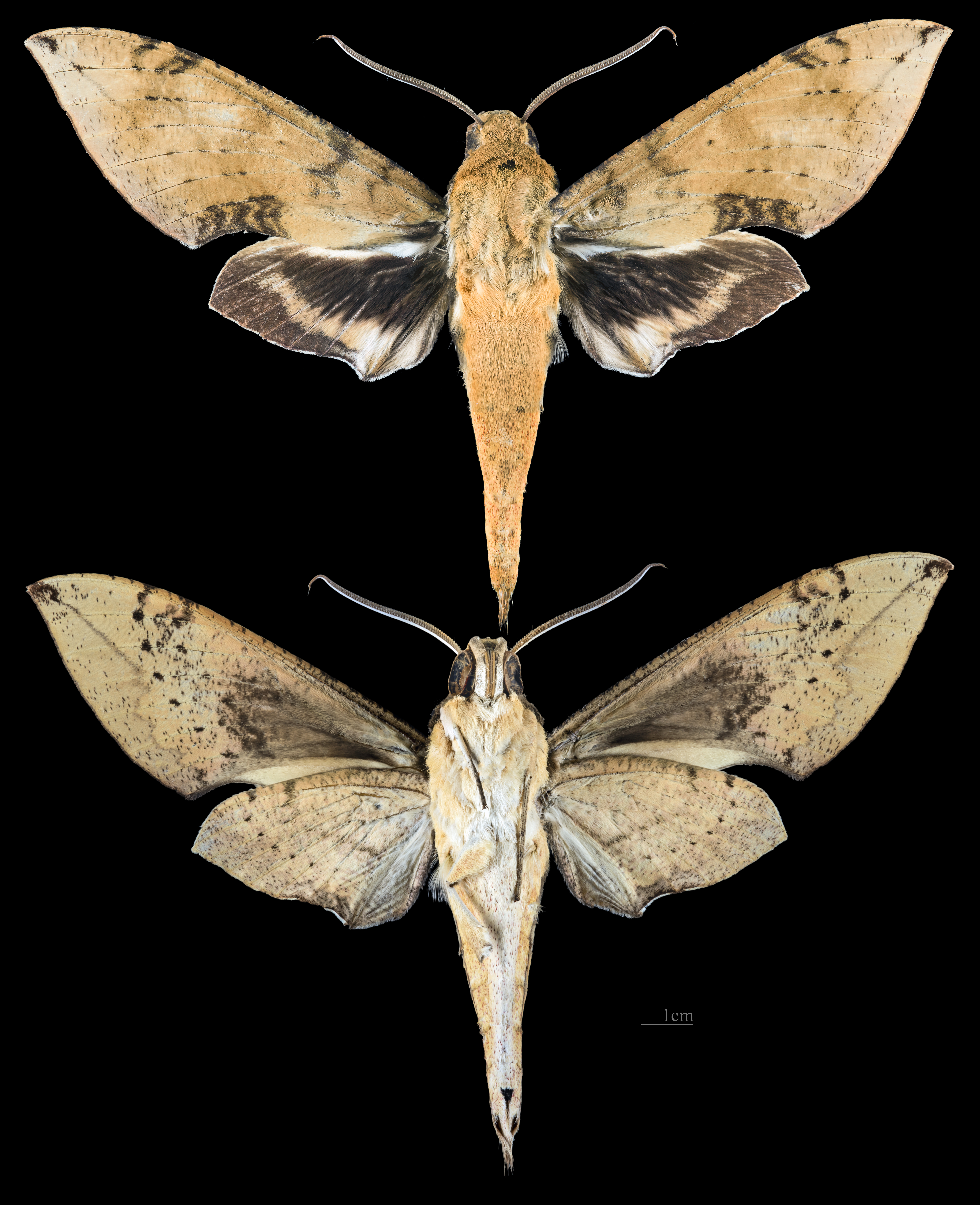
Cechenena aegrota
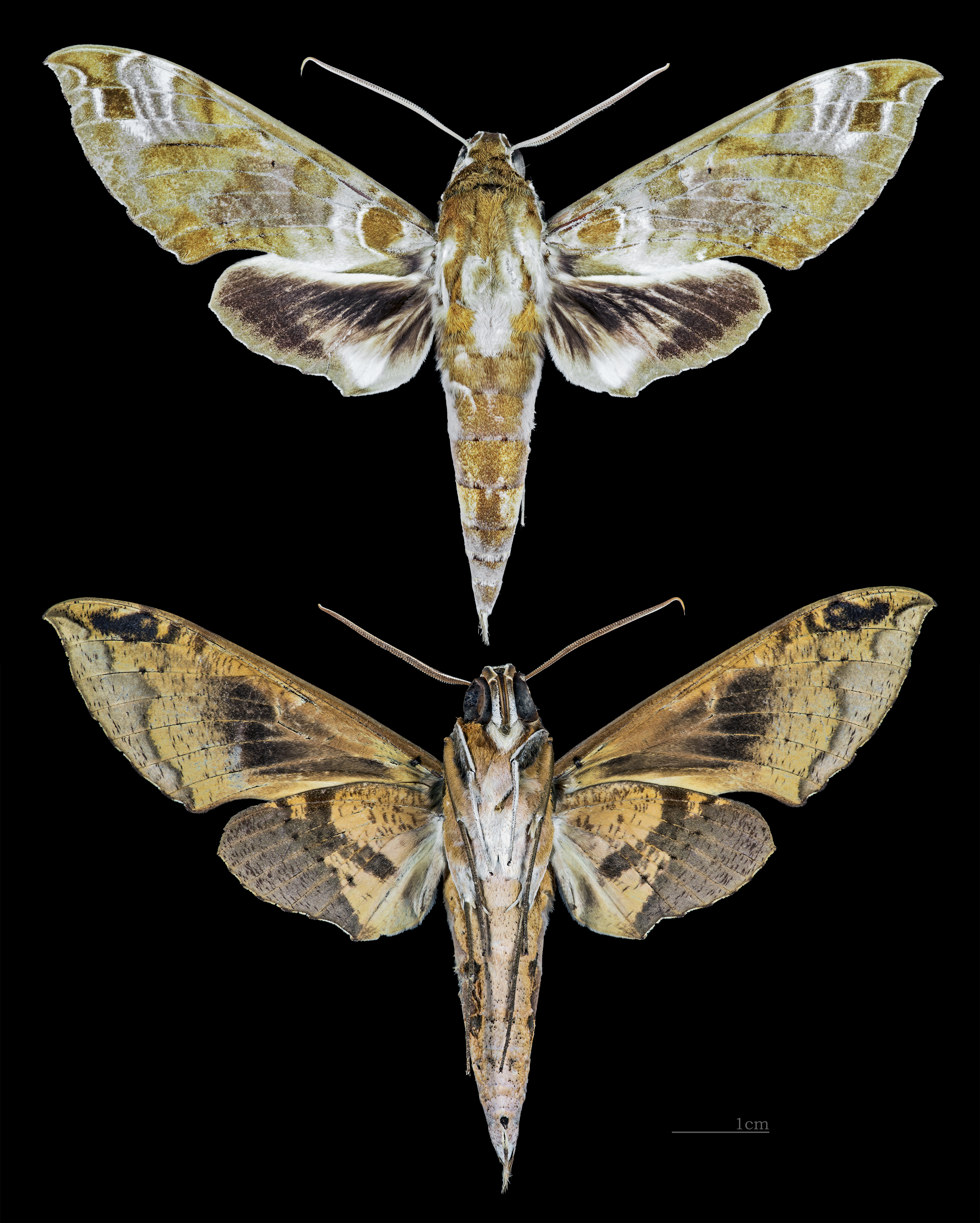
Cechenena helops
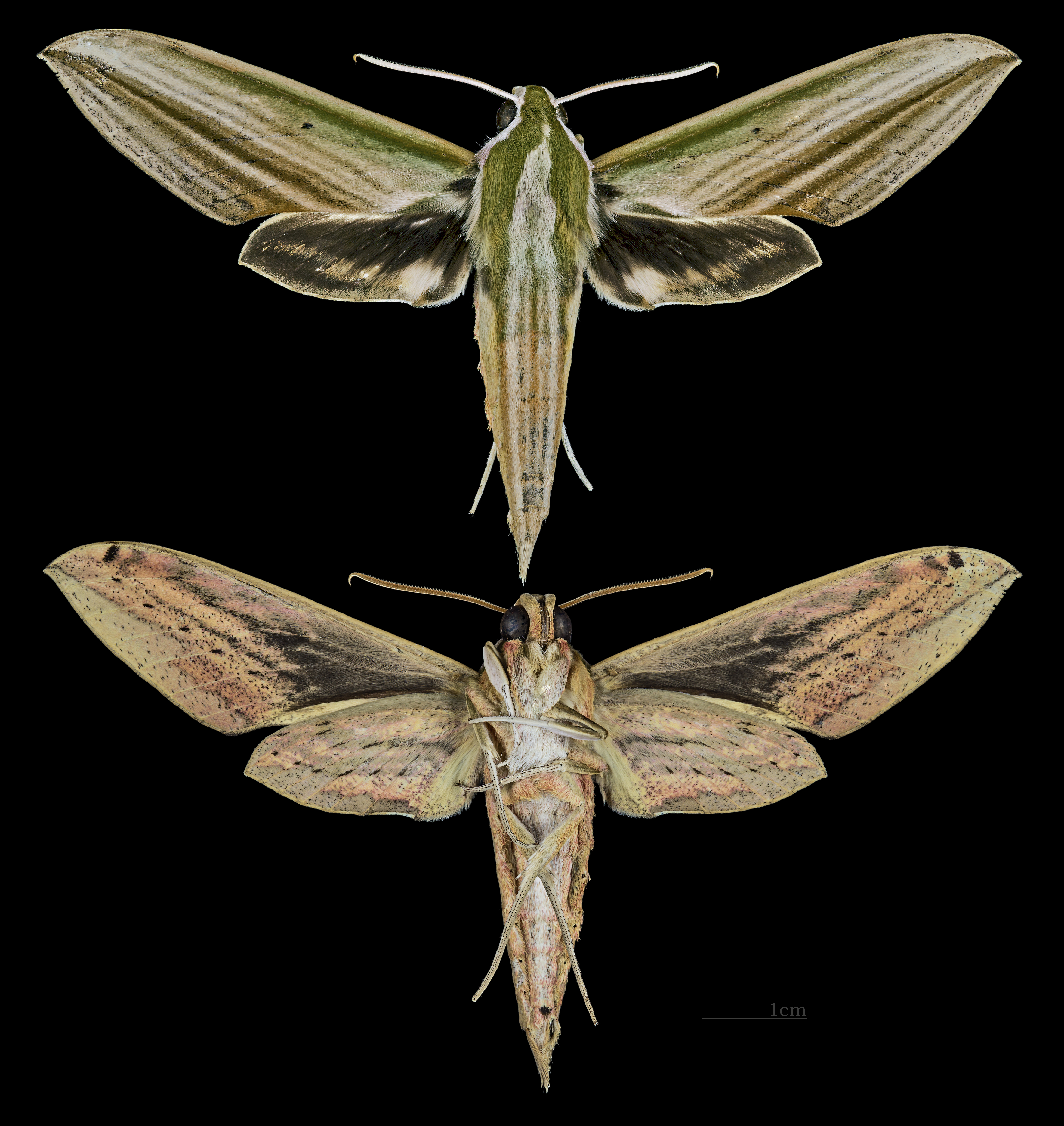
Cechenena lineosa
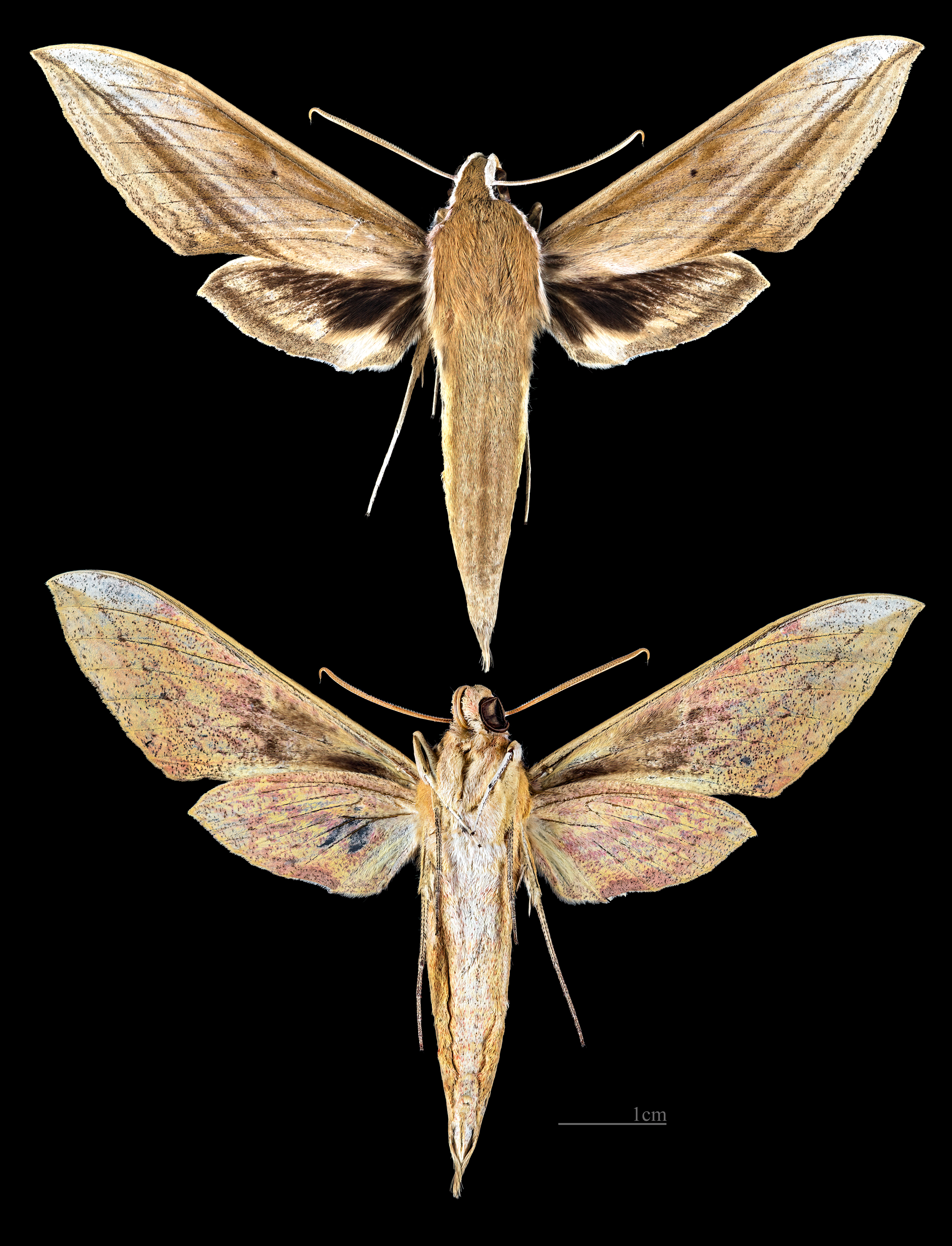
Cechenena minor
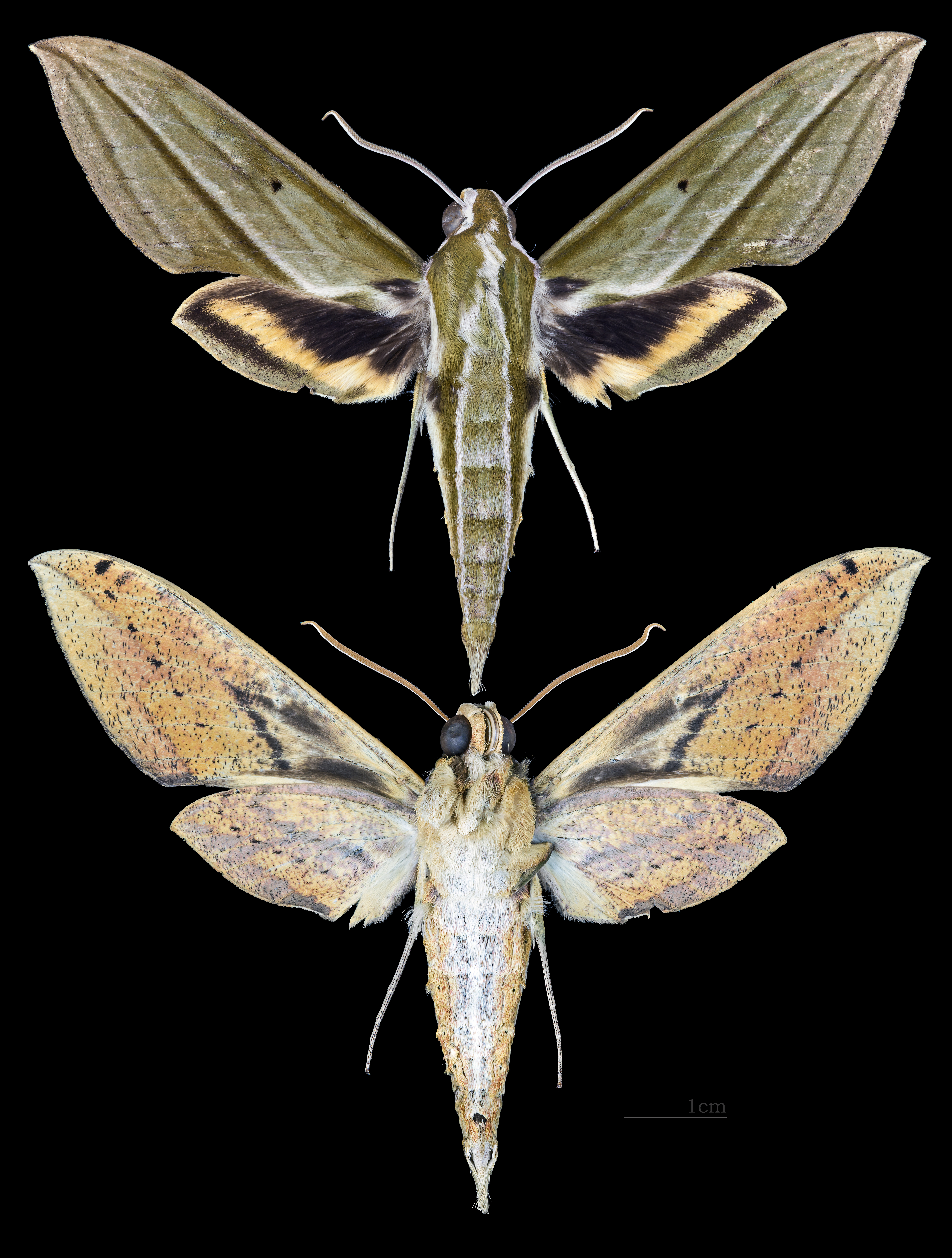
Cechenena pollux
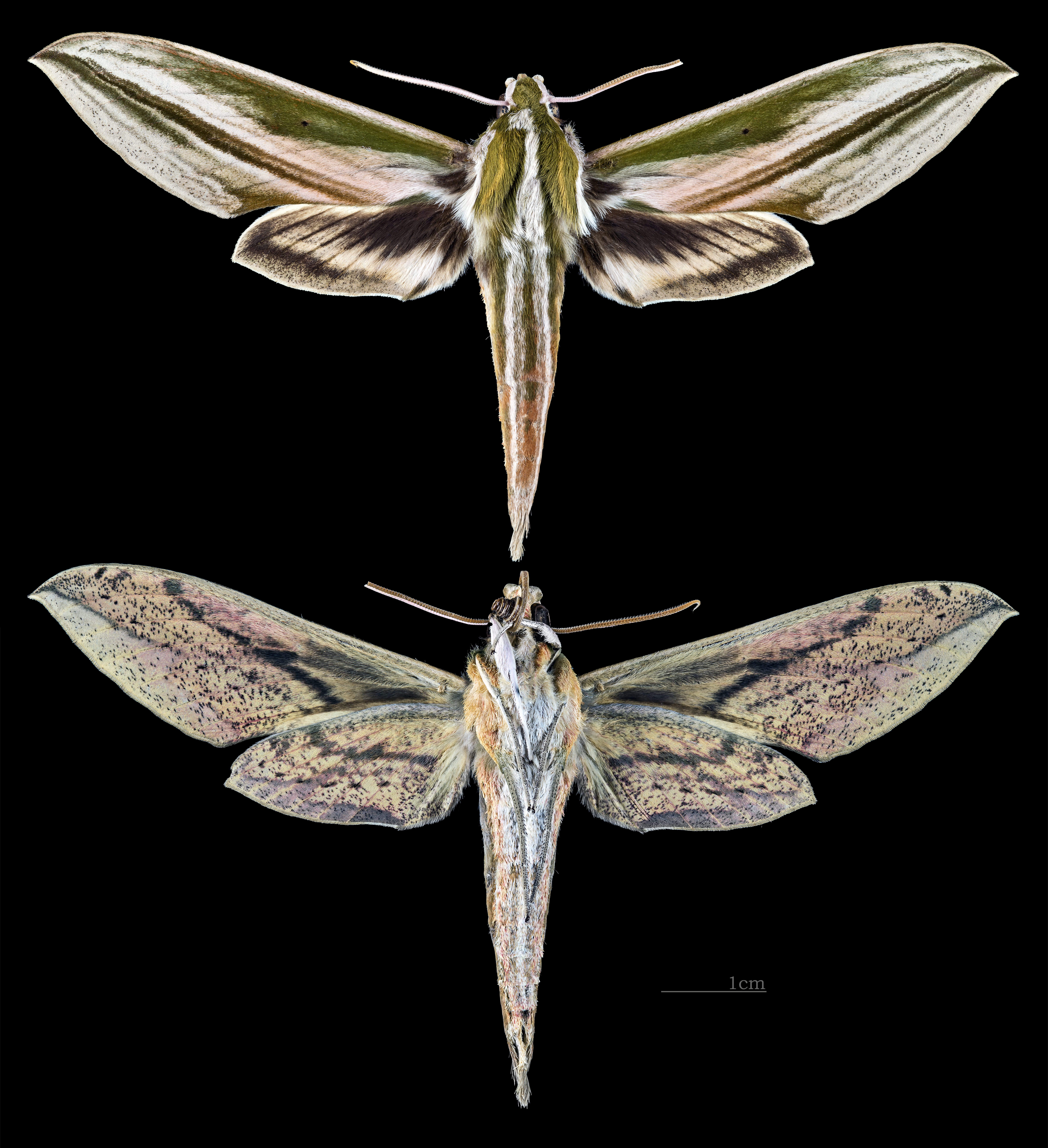
Cechenena scotti
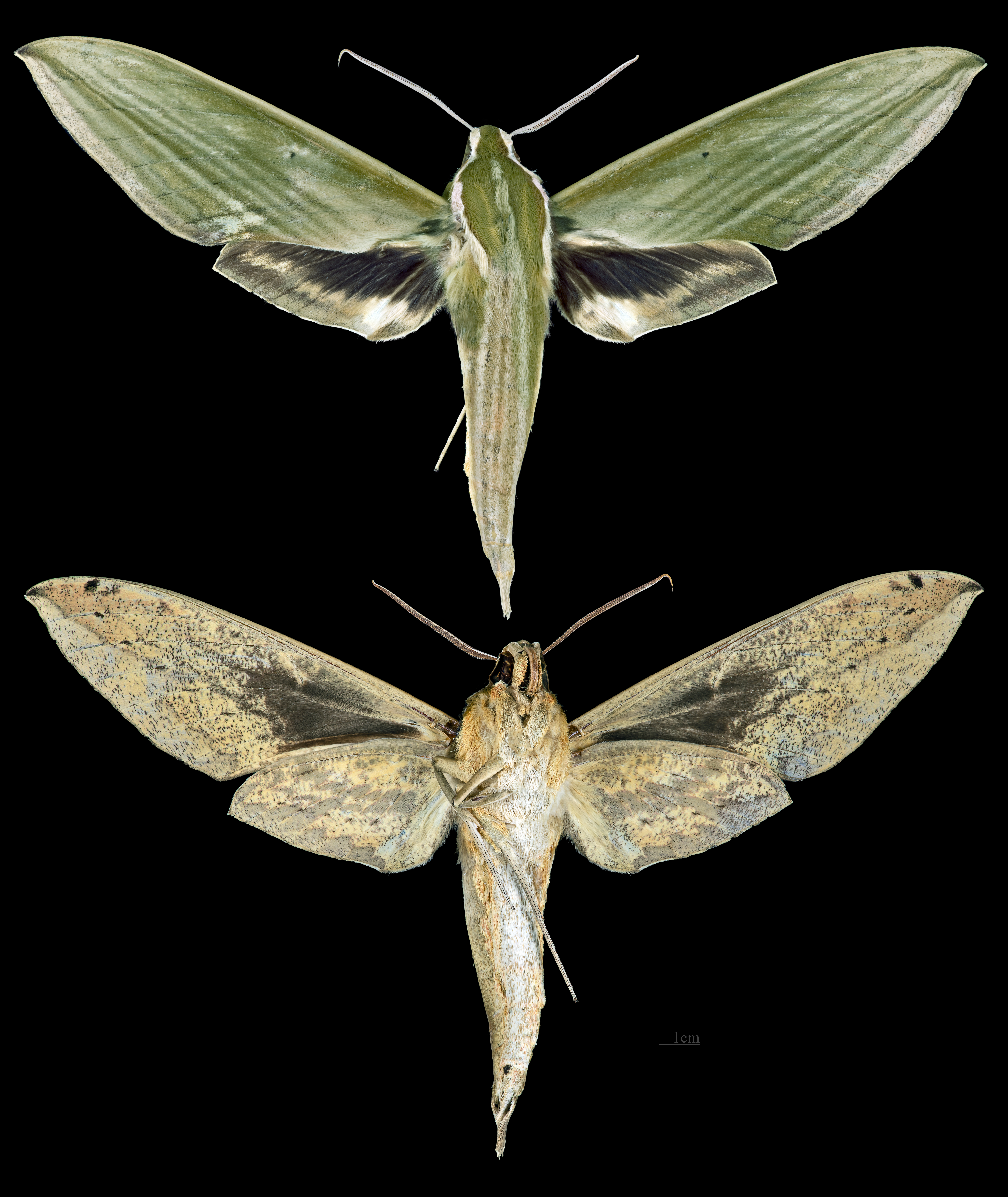
Cechenena subangustata
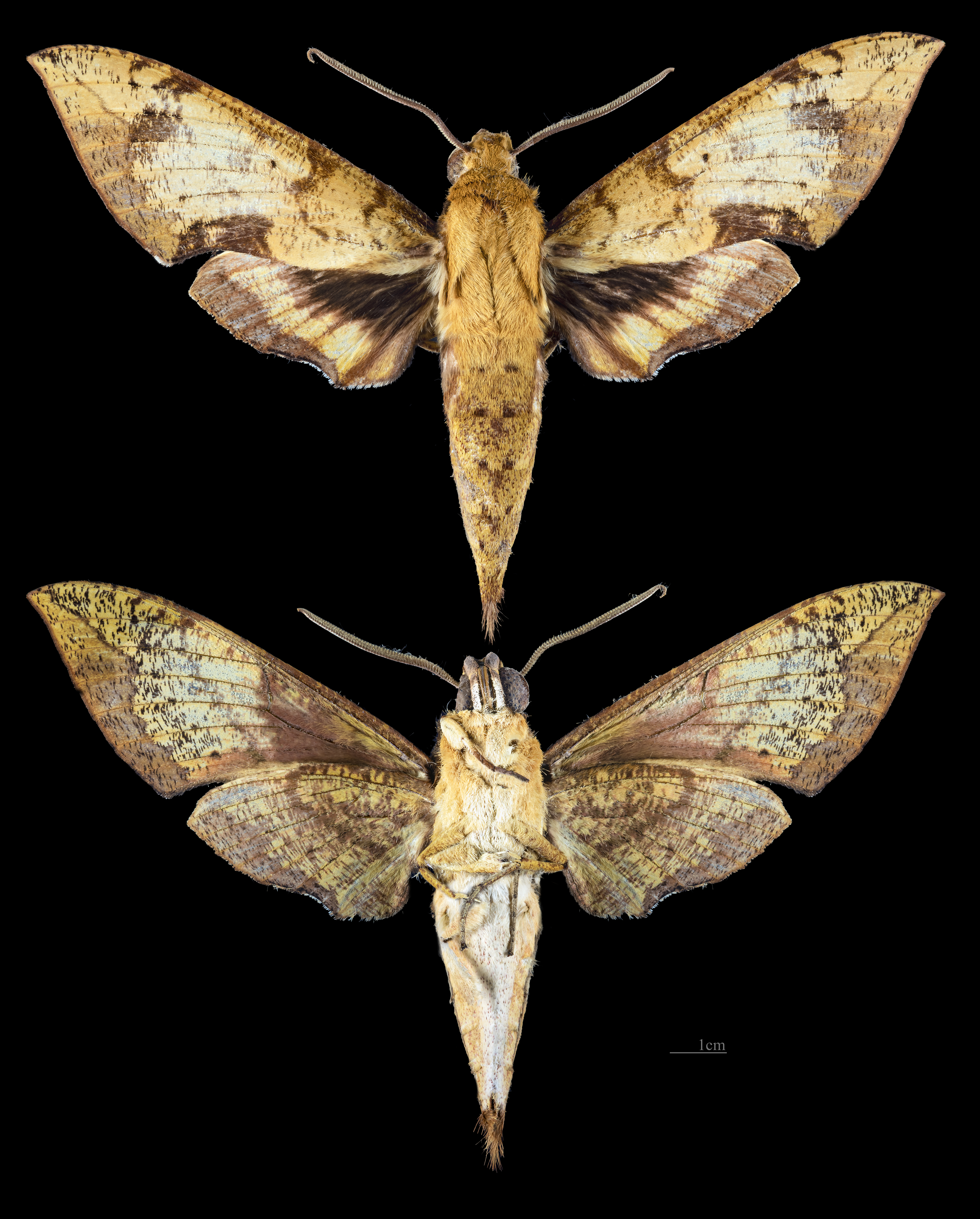
Cechenena transpacifica